# جسر حراري

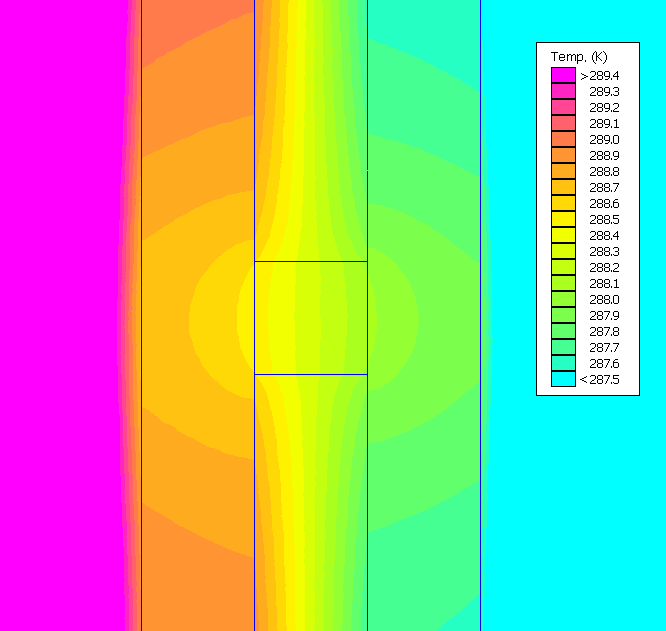

الجسر الحراري: هو جزء من هيكل المبنى يتميز بخصائص حرارية مُختلفة اختلافًا كبيرًا عن تلك المحيطة به. ولهذا الجسر يسمح بتدفقات حرارية سريعة. فالشرفات، والأعمدة وجميع الأطراف البارزة للبناء هي أمثلة للجسور الحرارية. شرفات المباني هي دائما عنصر هام في تقييم نوعية السكن، لأن الشرفة عادة تُشيد دون فصلها عن عقدة المبنى، ولهذا ينشأ جسر حراري في منطقة التقاطع بينهما. للجسر الحراري أثر سلبي على العزل الحراري للمبنى لأنه وسيلة لتبادل الحرارة من وإلى خارج المبنى.

## أسباب
- انقطاع الاستمرارية بين مواد البناء (على سبيل المثال بين الجدار وهيكل الخرسانة المسلحة)؛[2]
- انقطاع الاستمرارية الهندسية (مثل زوايا وبروزات) ؛
- انقطاع الاستمرارية في العزل الحراري.

## آثار
تكون المفاصل بين العناصر الهيكلية للمباني جسورًا حرارية، وهي أماكن يتركز فيها التدفق الحراري، مما يؤدي إلى اثنتين من المشاكل الرئيسية المحتملة:
- تبريد الأجزاء المجاورة، وبهذا تتكون أماكن رطبة، وبالتالي عفن.
- تخفيض القدرة العازلة للجدار.

تخفيض

## الحلول
الجسور الحرارية ليست حتمية ولكن هي أخطاء في التصميم و/أو في الأداء، ويمكن تجنبها مسبقًا بالقليل من الرعاية من قبل المصممين والحرفيين. من الحلول الممكنة، على سبيل المثال, استعمال العزل الذي يُسمى المعطف الحراري.
ثمة احتمال آخر هو عدم تصميم الأطراف التي تتألف منها الجسور الحرارية (مثل الشرفات، والأسقف البارزة وما إلى ذلك) أو بالأحرى أن لا تكون على اتصال مباشر مع هيكل المبنى، مثلاً الشرفات، يجب أن لا تكون امتداداً لعقدة السقف.

## التصوير الحراري
يُمكن ملاحظة التسرب الحراري للجسور عن طريق التصوير الحراري، الذي عادة ما تكون فية الأجزاء الباردة باللون الأزرق والأجزاءالساخنة باللون الأحمر.

## اقرأ أيضًا
- عزل حراري
- معطف حراري
- منزل سلبي
- ستارلايت
- توصيل حراري
- علم البناء
- تصوير حراري
- انتقال الحرارة